# Вольное (Балаклейский район)
Вольное (укр. Вільне), село, 
Лозовеньковский сельский совет,
Балаклейский район,
Харьковская область.
Код КОАТУУ — 6320283602. Население по переписи 2001 г. составляет 271 (130/141 м/ж) человек.

## Географическое положение
На расстоянии 1,5 км от села Вольное находится село Новая Серпуховка.
.

## Происхождение названия
Из них 4 в Харьковской области.